# 下弦の月 (SCANDALの曲)
「下弦の月」（かげんのつき）は、SCANDALの16枚目のシングル。2013年8月14日にエピックレコードジャパンから発売された。

## 概要
通常盤・初回生産限定盤A・Bの3形態で発売された。カップリング曲「キミと未来と完全同期」はグランフロント大阪『ロボット・スキャンダル』プロジェクトコラボレートソング。

## チャート成績
「下弦の月」のシングルCDは、発売前日（集計初日）の2013年8月13日付オリコンデイリーシングルチャートで推定売上枚数約13873枚を記録し、初登場3位を記録した。

## 収録曲

### 通常盤
1. 下弦の月 [3:38]
作詞・作曲・編曲：山口高始
2. キミと未来と完全同期 [4:37]
作詞：TOMOMI、作曲・編曲：篤志
3. 下弦の月 (Instrumental)

### 初回生産限定盤A

#### DVD
1. メンバー直伝!! 「下弦の月」 パート別教則DVD

### 初回生産限定盤B

#### DVD
1. 大阪城ホールLIVE「Wonderful Tonight」番外編ドキュメント